# Joan Carling

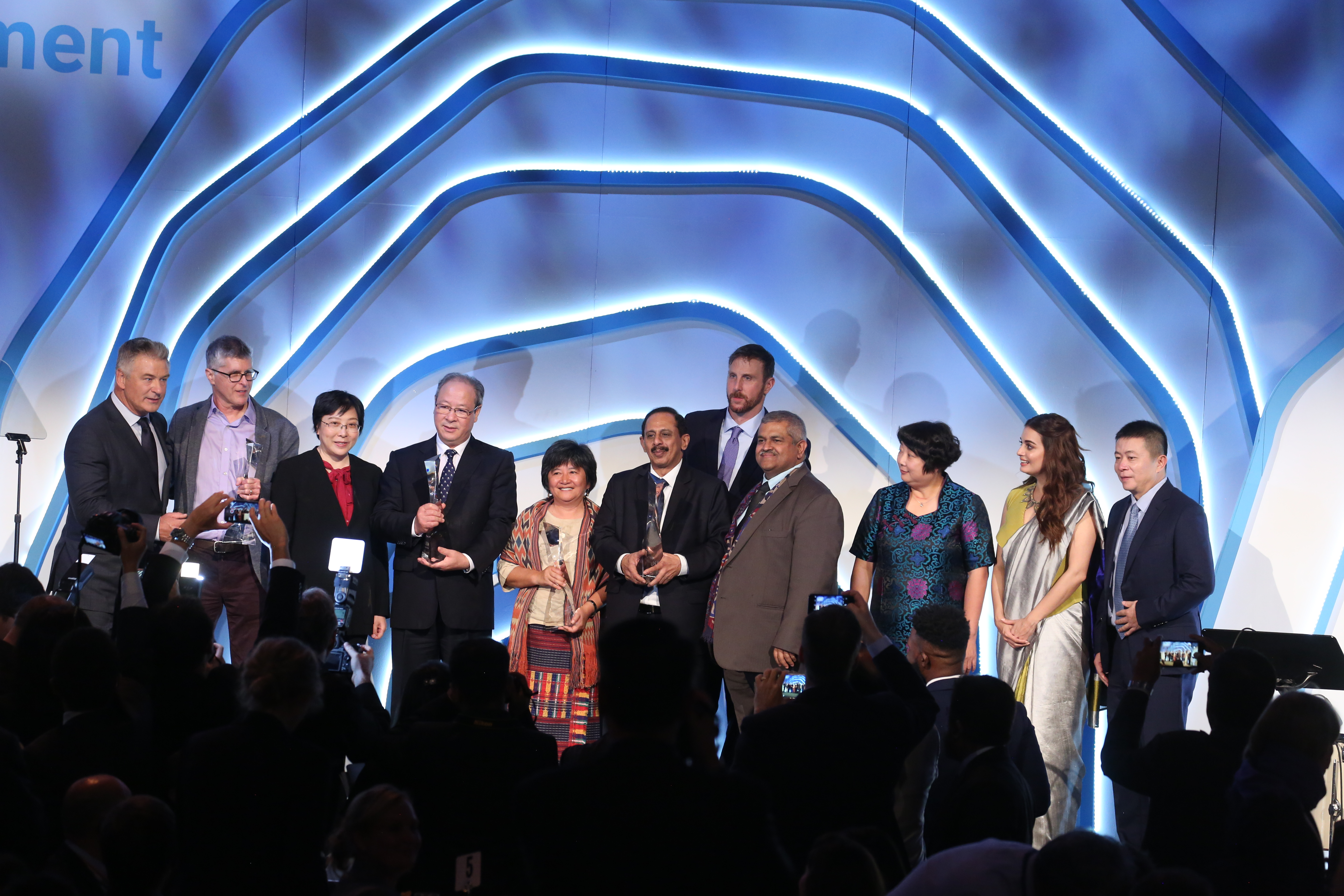
Ganadores del Premio Campeones de la Tierra de la ONU; Joan Carling en el centro.

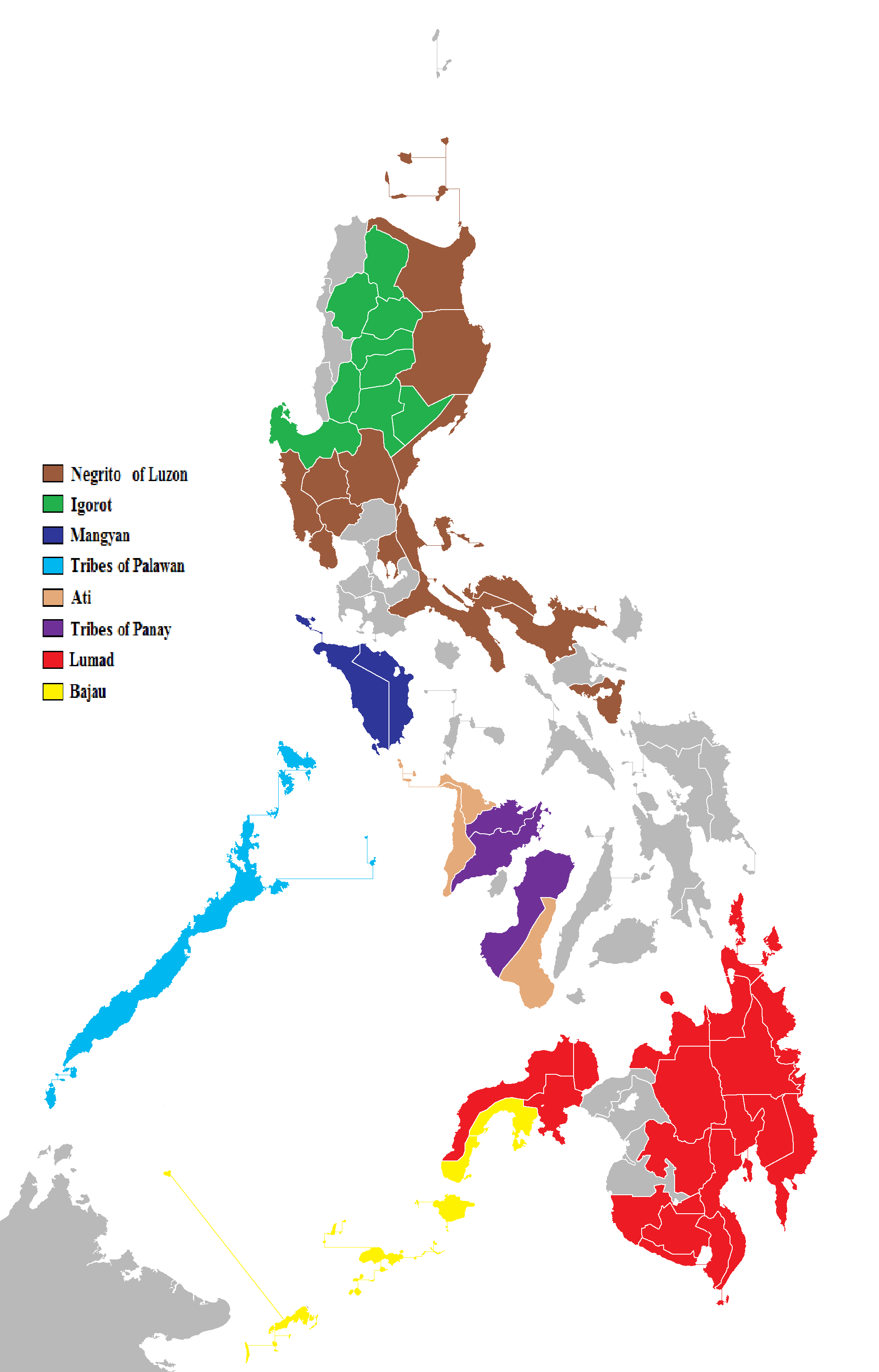
Pueblos indígenas de Filipinas

Joan Carling (Baguio, 1963) es una activista y ambientalista filipina indígena de derechos humanos que ha defendido a los pueblos nativos. Ha sido Secretaria General del Asia Indigenous Peoples Pact (Pacto de los Pueblos Indígenas de Asia (AIPP) y ha presidido la Alianza de los Pueblos de Cordillera en Filipinas. Carling también ha contribuido a las actividades de la Convención Marco de las Naciones Unidas sobre Cambio Climático y REDD + y del Foro Permanente de las Naciones Unidas para Asuntos Indígenas (UNPFii). En 2018 recibió el Champions of the Earth del Programa de las Naciones Unidas para el Medio Ambiente en reconocimiento a su trabajo como ecologista y defensora de los derechos humanos.

## Biografía
Nació el 30 de junio de 1963 en la ciudad de Baguio, Joan Carling es hija de un padre mitad japonés, mitad Kankanaey y una madre Kankanaey. Las personas Kankanaey, pueblo indígena del norte de Filipinas, que pertenecen al grupo Igorot. Después de completar la escuela secundaria, estudió ciencias sociales en la Universidad de Filipinas, Colegio de Baguio, especializándose en sociología. Se graduó en 1986.
Mientras todavía estaba en la universidad, en 1984 fue golpeada por el asesinato de Macli-ing Dulag,  que había estado haciendo campaña contra el Chico River Dam Project, con el fin de salvaguardar a los nativos de Kalinga. Después de asistir a su memorial en Sadanga, durante los siguientes tres años se unió a los esfuerzos para la integración comunitaria, convirtiéndose en una activista de derechos humanos en Kalinga.
En 1989, mientras asistía a una conferencia sobre etnocidio y militarización en Mindanao, fue uno de los 16 delegados arrestados por ser miembros del Nuevo Ejército Popular Comunista. Después de varias protestas, finalmente fueron liberados. En 1998, hizo campaña contra la construcción de la presa de San Roque. Al regresar a Baguio, se unió a la Cordillera Peoples Alliance (Alianza de los Pueblos de Cordillera), convirtiéndose en Secretaria General en 1997 y Presidenta de 2003 a 2006.
Desde septiembre de 2008, se desempeñó durante dos períodos como Secretaria General de la AIPP, representando a su organización de 47 miembros. Ha escrito y editado publicaciones sobre derechos humanos, cambio climático, conservación forestal, desarrollo sostenible y mujeres indígenas. De 2014 a 2016, se desempeñó como miembro de la UNPFii. En 2014, publicó Her Story of Empowerment, Leadership and Justice (Su historia de empoderamiento, liderazgo y justicia) sobre las mujeres indígenas en Asia.
En su papel de coordinadora del Grupo Principal de Pueblos Indígenas sobre los Objetivos de Desarrollo Sostenible, en febrero de 2018 fue designada terrorista por las autoridades filipinas por una supuesta conexión con el Partido Comunista de Filipinas y el Nuevo Ejército Popular.
En 2018 recibió el Premio Champions of the Earth del Programa de las Naciones Unidas para el Medio Ambiente en reconocimiento a su trabajo como ecologista y defensora de los derechos humanos.